# William Miller

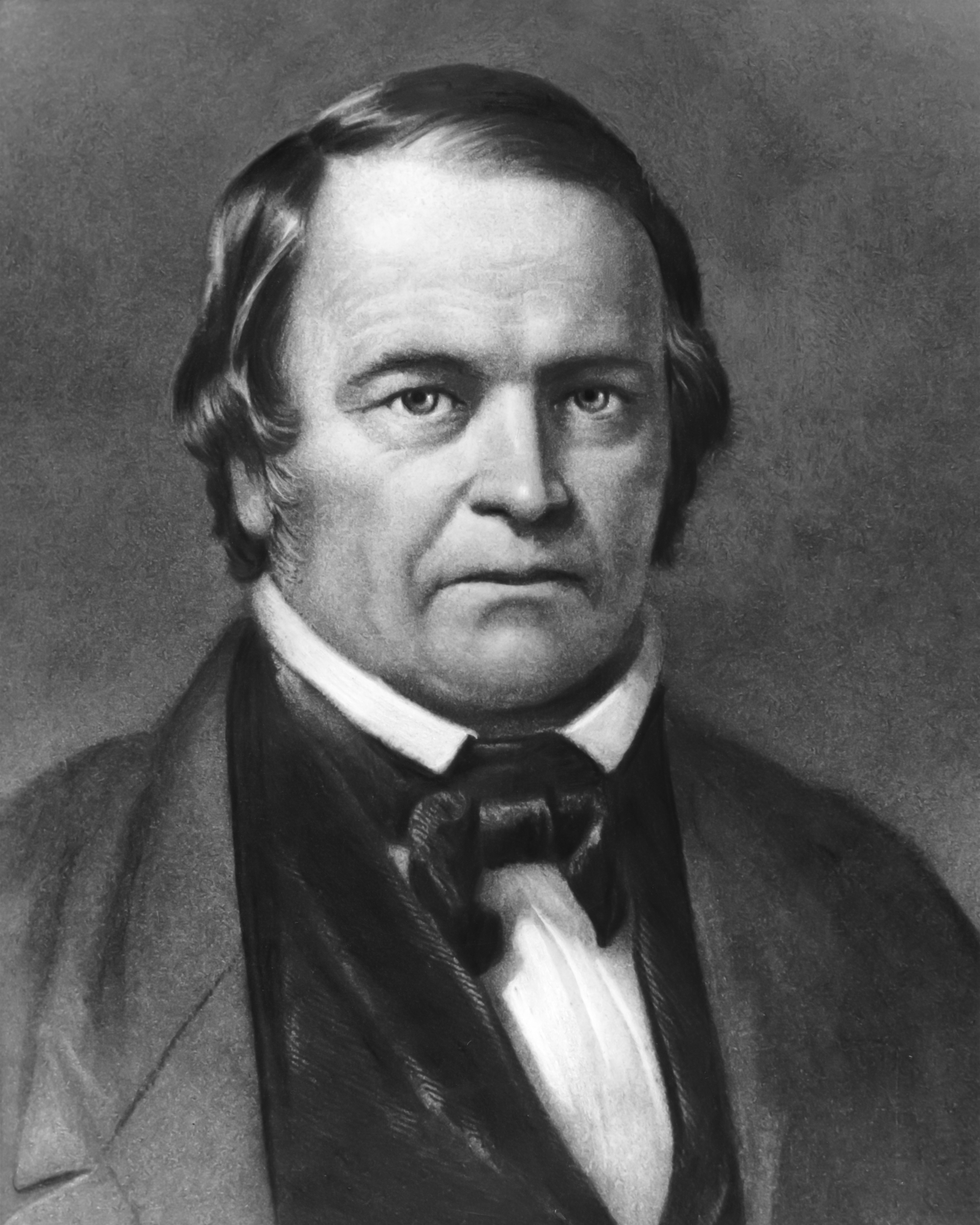
Nhà truyền giáo William Miller đã tiên đoán trật về ngày Tái lâm gây ra sự kiện Đại Thất vọng

William Miller (sinh ngày 15 tháng 2 năm 1782 – mất ngày 20 tháng 12 năm 1849) là một nhà truyền giáo người Mỹ được cho là người khởi xướng phong trào tôn giáo mới ở Bắc Mỹ vào giữa thế kỷ XIX được gọi là phái Miller (Millerism) và khởi xướng lên Phong trào Phục lâm. Sau khi lời tuyên bố của ông về Sự Tái lâm của Chúa Jesus đã không diễn ra như mong đợi vào những năm 1840, ông đã bị chỉ trích là tiên tri giả, gây ra sự kiện Đại Thất vọng (Great Disappointment) hay "Sự Thất Vọng Lớn lao", những người thừa kế mới của thông điệp của ông đã xuất hiện trong đó có nữ tiên tri Ellen White qua các tác phẩm của mình từ những khải tượng và thị kiến đã cho ra đời các phong trào giáo lý cùng các hội thánh bao gồm Giáo hội Cơ Đốc Phục Lâm (1860), Giáo hội Cơ đốc Phục lâm An thất nhật (1863) với tín lý về sự vâng giữ ngày Sabát trong các Hội thánh An thất nhật và các phong trào Cơ Đốc Phục Lâm khác lũ lượt xuất hiện.

## Giáo chủ
Giáo phái Cơ Đốc Phục Lâm có nguồn gốc từ Thuyết tái Lâm vốn là một phong trào Phục lâm ở thế kỷ XIX dự đoán sự sắp xuất hiện (hoặc tái Lâm) của Chúa Giê-su và Giáo hội được chính thức thành lập vào năm 1863 có nguồn gốc từ những lời dạy của nhà truyền giáo William Miller. Những người Cơ Đốc Phục Lâm còn được gọi là phái Miller (Millerites) vì nhóm của họ được William Miller thành lập. Năm 1845 xuất hiện một nhóm người tin rằng 2.300 năm nói trong tiên tri Đa-ni-ên 8 sẽ chấm dứt vào một ngày nào đó trong tương lai, đã đặt tiền đề về giáo thuyết và tổ chức cho việc lập một giáo hội mới. Những người Cơ Đốc Phục Lâm còn được gọi là phái Miller (Millerites) vì nhóm của họ được William Miller thành lập, một tiên tri đã tiên đoán trật việc Chúa Giê-su sẽ trở lại vào năm 1843 hoặc 1844. Lần đầu tiên ông William Miller dự đoán rằng Sự Tái lâm của Chúa Kitô sẽ xảy ra trước ngày 21 tháng 3 năm 1844. Khi ngày đó trôi qua, ông sửa đổi dự đoán của mình thành ngày 18 tháng 4 năm 1844. Sau khi ngày đó cũng trôi qua, một tín nhân phái Millerite khác là Samuel S. Snow đã tiên tri cột mốc này lấy ngày 22 tháng 10 năm 1844.
Khi lời tiên đoán của Miller về sự tái Lâm của Đấng Ki-tô không thành hiện thực, những thành viên phái Miller đã tan rã trong sự thất vọng và sự kiện này được gọi là "Sự thất vọng lớn" (Great Disappointment) hay sự Đại Thất vọng. Sau sự kiện này, phong trào Millerite tan rã. Một vài người theo Miller đã tuyên bố có khải tượng để giải thích cho lời tiên tri thất bại này, theo đó, thay vì đến trái đất, Chúa Giê-su đã vào đền thờ ở trên trời, và do đó lời tiên tri của ông Miller đã ứng nghiệm, và nó có sự ứng nghiệm trong lĩnh vực thuộc linh (tâm linh) thay vì thuộc thể (hiện diện vật chất). Một trong những nhà tiên kiến đã bảo vệ cho ông Miller là Ellen G. Harmon lúc này mới 17 tuổi là người có khải tượng đầu tiên trong số 2.000 khải tượng có mục đích trong một buổi nhóm cầu nguyện ngay sau khi Miller bị thất sủng, bà Ellen sớm trở thành tia sáng hy vọng cho những tín nhân phái Millerites tan vỡ mộng. Cô đã thống nhất các phe phái Cơ Đốc Phục Lâm và trở thành người hướng dẫn tinh thần cho một nhóm tôn giáo mới. Giáo phái này còn có tên chính thức là Giáo hội Cơ Đốc Phục Lâm An Thất Nhật, trong đó Cơ Đốc nghĩa là Đấng Giêsu Christ, Phục Lâm là lại đến, An là nghỉ ngơi, Thất nhật là ngày thứ Bảy. Với niềm tin rằng ngày thứ bảy trong tuần theo lịch của Cơ Đốc giáo và Do Thái giáo mới chính là ngày Sabát, và sự nhấn mạnh về sự tái lâm sắp xảy ra (sự xuất hiện) của Chúa Giêsu. Giáo phái phát triển từ phong trào Millerite ở Hoa Kỳ vào giữa thế kỷ XIX và nó được chính thức thành lập vào năm 1863.